# Faiditus atopus
Faiditus atopus är en spindelart som först beskrevs av Chamberlin och Ivie 1936.  Faiditus atopus ingår i släktet Faiditus och familjen klotspindlar. Inga underarter finns listade i Catalogue of Life.